# STS-38
是历史上第三十七次航天飞机任务，也是亚特兰蒂斯号航天飞机的第七次太空飞行。

## 任务成员
- 理查德·科维（Richard O. Covey，曾执行、以及任务），指令长
- 弗兰克·库尔伯特森（Frank L. Culbertson，曾执行、以及任务），飞行员
- 罗伯特·斯普林格（Robert C. Springer，曾执行以及任务），任务专家
- 卡尔·米德（Carl J. Meade，曾执行、以及任务），任务专家
- 查尔斯·格马（Charles D. Gemar，曾执行、以及任务），任务专家